# Pacte sur succession future
En droit, un pacte sur succession future ou pacte successoral (lat. pactum successorium) est une convention pour cause de mort conclue entre le de cujus (le disposant) et un tiers (le cocontractant) relativement à la succession du premier. Il a pour objet de créer ou de renoncer à des droits sur tout ou partie d'une succession non encore ouverte ou d'un bien en dépendant. 

## En droit français
La loi n° 2006-728 du 23 juin 2006 a réformé le droit des successions en instaurant de nouvelles dérogations dans l'objectif d'accorder plus de souplesse et de liberté sans pour autant vider de sa substance le principe de la réserve héréditaire.
De tels pactes ne sont licites que dans les cas et sous les conditions prévus par la loi, mais le législateur contemporain a multiplié les pactes exceptionnellement valides (ex : la donation-partage transgénérationnelle, faculté de renonciation à la réserve héréditaire).

## En droit québécois
Les pactes sur succession future sont interdits par l'article 631 du Code civil du Québec : «  Nul ne peut exercer d’option sur une succession non ouverte ni faire aucune stipulation sur une pareille succession, même avec le consentement de celui dont la succession est en cause ».

## En droit suisse
Désigné plutôt sous le nom de pacte successoral (Erbvertrag), il se rencontre sous deux formes principales : 
- le pacte d'attribution : le disposant dispose librement de sa succession avec l’accord des futurs héritiers ;
- le pacte de renonciation : le renonçant renonce, en tant que futur héritier, à tout ou partie de son droit à la succession, même si son droit à la réserve est touché par cette renonciation.
  - Cas de figure :
    - 1 : des époux mariés en secondes noces renoncent réciproquement à leur droit sur la succession de l’autre. Ils avantagent ainsi en principe les descendants du premier mariage de chacun d’eux.
    - 2 : un père remet un montant en espèces à son fils qui désire émigrer ; en contrepartie ce dernier renonce à son droit à la future succession de son père.

Toute personne majeure et capable de discernement peut conclure un pacte successoral. Le pacte successoral, associé ou non à un contrat de mariage, devrait être rédigé avec l’aide d’un notaire ou d’un avocat. 
Un tel pacte n’est valable que s’il est reçu dans la forme du testament public, c'est-à-dire dressé par-devant notaire et signé en présence de deux témoins (forme authentique). D'ailleurs, un pacte successoral doit respecter certaines conditions de forme. Celles-ci sont remplies du point de vue suisse si la disposition en question est conforme au droit national : 
- du lieu où le disposant a conclu un pacte successoral, ou
- d’un État dont le disposant a possédé la nationalité, ou
- d’un lieu où le disposant a eu son domicile ou sa résidence habituelle, ou
- s’il s’agit d’un bien immeuble, du lieu où ce bien se trouve.

Le pacte successoral lie les parties, mais peut être résilié en tout temps par une convention écrite. Cependant, dans certains cas exceptionnels, le disposant peut, de son chef, mettre fin au pacte successoral par un acte unilatéral (exhérédation - art. 513, al. 2 CC).
Le notaire qui a la garde d'un pacte successoral en avise le juge de paix du lieu de l'ouverture de la succession, dès la connaissance du décès. Toute personne qui a accepté la garde d'un pacte successoral ou en a trouvé un parmi les effets du testateur ou de la testatrice doit le remettre, dès la connaissance du décès, au juge de paix qui dressera un procès-verbal de la présentation et de l'état du document et le fera parvenir à un notaire.